# What Goes Around... Comes Around
„What Goes Around... Comes Around“ je pjesma američkog izvođača Džastina Timberlejka sa njegovog drugog studijskog albuma, „FutureSex/LoveSounds“ (2006). Napisali su je i producirali Timberlejk, Timbalend i Nejt Hils. Timberlejk je izjavio da pjesma govori o izdaji i praštanju. Opisana od strane nekih muzičkih kritičara kao „nastavak“ singla „Cry Me a River“ iz 2002, generalno je pozitivno ocijenjena.
Na američkim radio stanicama našla se od 08. januara 2007. kao treći singl sa albuma. Kasnije je postala Timberlejkov treći uzastopni broj jedan hit na top-listi „Bilbord hot 100“. Pjesma je međunarodno takođe postala veoma uspješna našavši se među prvih deset u Ujedinjenom Kraljevstvu, Kanadi, Novom Zelandu, Njemačkoj i Australiji. Odlikovana je dva puta platinastim tiražom u Australiji, zlatnim tiražom u Sjedinjenim Državama i na Novom Zelandu. Pjesma je osvojila Gremi nagradu za Najbolju mušku vokalnu pop izvedbu i bila je nominovana za Ploču godine 2008.
Spot režiran od strane Semjuela Bajera objavljen je 07. februara 2007. Glumica Skarlet Džohanson igra djevojku u koju je Timberlejk zaljubljen. Spot je nagrađen MTV video muzičkom nagradom za najbolju režiju i bio je nominovan za najbolji spot 2007.

## Produkcija
Kad je Timberlejk počeo sa radom na albumu „FutureSex/LoveSounds“ sa Timbalendom u njegovom studiju u Virdžinija Biču, Virdžinija, njih dvojica nisu imali nikakvu ideju kakav bi album mogao biti niti bilo kakav plan pa čak ni ideju za naziv albuma. Pjevač je rekao svojim saradnicima da naprave rimejk singla, „Cry Me a River“. Nejt Hils, Timbalendov proteže, izjavio je: „Nismo imali nijednu drugu pjesmu na umu kao motiv osim „Cry Me a River“, ne u smislu da oponašamo melodiju već u smislu da napravimo nešto tako veliko. Nije postojalo uputstvo kakvu da napravimo pjesmu jer nije postojalo ni uputstvo kako bi album trebao da zvuči.“
Pjesmu su napisali i producirali Džastin Timberlejk, Timbalend i Nejt Hils. U procesu stvaranja u studiju njih trojica su se kako kažu „zezali“ i „isprobavali“. Kada je Hils izveo motiv na gitari to je privkulo Timberlejkovu pažnju. Timberlejk je zatim počeo da mrmlja uz melodiju a zatim su i stihovi došli. Timbalend, koji je bio za klavijaturama iza Hilsa, dodao je udaraljke melodiji. Hils je rekao da se sve posložilo u jednom trenutku. Nakon ubačene muzike, Timberlejk nije zapisivao stihove već je u roku od sat vremena bio spreman da krene sa snimanjem. Dok je radio na vokalima, osnova pjesme je završena a Timbalend je odradio prelid. Timberlejk je otpjevao stihove iz par puta da bi kasnije dotjerao određene „praznine“. Na kraju je sa Hilsom dodao sve ostalo uključujući basove i žičane instrumente. Hils je uporedio proces stvaranja sa pravljenjem muzike za neki film zamišljajući pjesmu kao horor momenat.
„“ je bila vodilja u stvaranju albuma. Po završetku produkcije, Timbalend je zadirkivao Timberlejka na šta je ovaj rekao: „Hajde da uradimo nešto što ne bismo nikad. Hajde da odemo negdje skroz lijevo i da vidimo šta će se desiti.“ Ova izjava je motivisala kolektiv koji je na kraju izašao sa deset novih pjesama za album.

## Kompozicija i interpretacija
„What Goes Around... Comes Around“ je pop-ritam i bluz pjesma izvedena u sporom maniru. Komponovana je u A-molu u uobičajenoj promjeni taktova. Sa laganim dobom, tempo pjesme ide do 76 otkucaja u minutu. Pjesma sadrži dvominutni interlid nazvan „Comes Around“ koji je producirao Timbalend što joj daje konačnih 7 minuta i 28 sekundi. Timberlejkov raspon vokala kreće se između B3 i D6. Iako slična pjesmama sa Timberlkejkovog „Justified“ albuma, ona je jedina veza između tog albuma i „FutureSex/LoveSounds“.
Na početku pjesme čuje se petosekundna melodija dva saza svirana u međusobno suprotnom oktavama. Inače, saz je anatolijski narodni instrument. Doba se zatim mijenja u četveročetvrtinsku mjeru iste melodije sa još više perkusija. U nastavku Timbalend je razmekšao gitara ostinato. Akord se kreće u intervalima Am-C-G-D. Prateći instrumental Timberlejk kreće sa pjevanjem u trinaestom taktu. Prvobitno pjesma je sadržala još više komponenti ali nakon što su Timberlejk i Timbalend odslušali vokale odlučili su da uklone te djelove i učine pjesmu prostijom jer su smatrali da bi tako bilo previše. Timbalend je snimio prateće vokale.
„What Goes Around... Comes Around“ govori o izdaji i praštanju. Timberlejk je otkrio da je pjesmu napisao o iskustvu kroz koje je prošao njegov prijatelj. Ipak, javnost je izašla sa drugačijom interpretacijom tvrdeći da se radi o nastavku pjesme „Cry Me A River“. Bil Lemb je izjavio da je pjesma „opominjuća priča“. Prema njemu, mnogi fanovi i muzički kritičari su bili zajedničkog mišljenja da suštinski podsjeća na „Cry Me A River“ u kojoj se navodno radi o Timberlejkovoj bivšoj vezi sa pop pjevačicom Britni Spirs. Kako god, Timberlejkove izjave povodom značenja stihova su bile drugačije. Spens Di Iz Aj-Dži-En-a rekao je da pjesma donosi „određenu interesantnu atmosferu“.

## Prijem

### Kritički prijem
"Sa instant prepoznatiljivim uvodom, Timberlejk je održao master klas na temu posledica."

— Emili Ekston sa VH1 televizije (2013).
Pjesma je generalno pozitivno ocijenjena od strane muzičkih kritičara. „Roling Stoun“ ju je nazvao uzvinutom baladom sa Timberlejkovim falsetom, stihovima i refrenom koji se gomilaju jedni preko drugih stvarajući vrtoglavi efekam. Bil Lemb, kritičar sa internet stranice About.com, izjavio je da je pjesma je od najveličanstvenijih pop melodija godine. Pohvalio je aranžman zasnovan na žičanim instrumentima. Kris Vilman ju je okarakterisao nadmoćnom zajedno sa singlom „LoveStoned“. Spens Di ju je nazvao dosadnom ali je pohvalio upotrebu eho vokala i vrtložnih klavijatura. Zek Baron ju je oslovio kao stvar koju ne možeš nikako da ispustiš.
U kasnijim ocjenama, Kejti Atkinson iz „Bilbord“ magazina, zapisala je: „Sa trajanjem od 7 minuta i 28 sekundi, singl je veoma dug. Ali tu ima dosta velikih djelova u ovoj ogromnoj slagalici.“ Magazin „Kompleks“ je opisao pjesmu glatkom, pitkom i samouvjerenom, istakavši da u njoj pjevač ne samo da pretpostavlja da će njegova bivša koja ga je prevarila biti kažnjena za svoj greh već je siguran u to. Internet stranica Idolator objavio je: „Pjesma je vjerovatno uticala na mnoge buduće balade Tejlor Svift koje govore o raskidima.“
„What Goes Around... Comes Around“ se plasirala na 24. mjesto na „Roling Stonovoj“ listi 100 najboljih pjesama 2007. godine. Nominovana je za dvije nagrade na jubilarnoj 50. dodjeli Gremi nagrada od kojih je osvojila nagradu za Najbolju mušku vokalnu pop izvedbu dok je izgubila u trci za tzv. Ploču godine od Ejmi Vajnhaus i njene pjesme „“.

### Komercijalni nastup
„“ je bila komercijalno uspješna u Sjedinjenim Državama. Singl je debitovao na 64. mjestu 23. decembra 2006. na Bilbord hot 100 listi prije svog fizičkog izdanja. Sa osmog mjesta na kom je bio 24. februara 2007, popeo se na vrh sledeće sedmice. „What Goes Around... Comes Around“ je postala Timberlejkov treći uzastopni broj jedan hit na pomenutoj top-listi sa njegovog „FutureSex/LoveSounds“ albuma što ga je učinilo prvim muškim izvođačem još od Ašeraa i 2004. godine koji je zabeležio tri ili više uzastopna broj jedan hita sa jednog albuma. Singl se kotirao na listi 25 nedelja. Odlikovan je platinastim tiražom 7. juna 2007. od strane Američkog udruženja diskografskih kuća. Do 3. septembra 2010, pjesma je prešla prodaju od preko dva miliona primjeraka i do aprila 2013. prodata je u 2,375,000 primjeraka.
U Ujedinjenom Kraljevstvu, „What Goes Around... Comes Around“ je debitovala na 59. mjestu 28. januara 2007. Prodaja putem digitalnih preuzimanja pomogla je singlu da se popne na 11. mjesto 25. februara iste godine. Najviše je dogurao do pozicije broj četiri 11. marta da bi postala pjevačev šesti top pet singl u Ujedinjenom Kraljevstvu. Bila je na tamošnjoj listi 22 nedelje. Među pet najprodavanijih, singl je bio u Austriji, Belgiji, Danskoj, Finskoj, Francuskoj, Njemačkoj, Irskoj, Norveškoj, Rumuniji, Švedskoj i u Švajcarskoj. U Australiji, singl je debitovao na trećem mjestu 26. marta 2007. za šta je dobio odlikovanje za tzv. najviši debi. U toj zemlji se kotirao ukupno 22 nedelje da bi na kraju bio odlikovan dva puta platinastim tiražom za prodaju od preko 30.000 primjeraka. Na Novom Zelandu, na kom je proveo 16 nedelja, takođe je zauzimao treće mjesto i to 9. aprila 2007 i odlikovan je zlatnim tiražom.

## Muzički spot

### Razvoj
Muzički spot je produciran kao kratki film. Režirao ga je Semjuel Bajer koji je svoj rediteljski debi imao sa Nirvanom i singlom „Smells Like Teen Spirit“ (1991). Spot prikazuje dijaloge koje je napisao scenarista i reditelj Nik Kasavitis koji je prethodno sarađivao sa Timberlejkom u jednom od svojih filmova. Timberlejk i Bajer su pozvali američku glumicu Скарлет Džohanson nakon što su odlučili da ubace „prave“ glumce. Snimanje je trajalo tri dana između Božića i Nove godine u Los Anđelesu. Scena u kojoj se radnja odvija u toku svitanja snimljena je 8. januara nakon što je prvobitni materijal završen.

### Sinopsis
Početak spota prikazuje Timberlejka kako flertuje sa Džohanson u burleska stilizovanom klubu. Nakon što ga je zadirkivajući odbijala, odlučila je da ode sa njim. Između kadrova, njih dvoje su prikazani dok se grle i ljube u krevetu. Džohanson skače u bazen pored kuće i pluta ispod površine vode praveći se mrtva. Timberlejk istrčava napolje da bi je izvukao na šta se ona smeje i počinje da ga ljubi.
U drugoj sceni, Timberlejk je upoznaje sa njegovim pijanim drugom kog glumi Šon Hejtosi u klubu nazivajući je onom pravom. Hejtosi koji se počinje interesovati za Džohanson biva zamoljen od strane Timberlejka da je pripazi obzirom da sumnja da ona ima drugog muškarca sa strane. Timberlejk se kasnije vraća i nalazi ih dok se ljube na stepeništu. Nakon što je izudarao Hejtosija, krenuo je za Džohansonovom koja je bežala u svojoj Ševrolet korveti iz 1967. godine. Timberlejk je prati u svojoj Porše Kareri Dži-Ti. Džohanson ulijeće u užarenu gomilu automobila od koje se odbija i prevrće u vazduhu da bi udarila u zemlju par puta. Timberlejk primjećuje nepokretno tijelo naslonjeno leđima na zemlji. Izlazi napolje i kleči preko nje dok kamera pomjera kadar prema nebu.
Neke scene prikazuju Timberlejka kako nastupa na jednom stepeništu sa mikrofonom dok grupa nepoznatih djevojaka sa crvenom bojom preko očiju pleše pored njega dok Džohanson maše vatrenim štapom prema njima pri kraju spota.

### Objava i prijem
Muzički spot pjesme je ekskluzivno premijerno prikazan u Sjedinjenim Državama 9. februara 2007. na Aj-tjuns (енгл. Itunes) prodavnici. Na Muzičkoj televiziji, spot je debitovao 13. februara iste godine u okviru emisije Total Rikvest Lajv (енгл. Total Request Live) zauzevši deveto mjesto na top-listi muzičkih spotova. Poslednji put je bila na toj listi 7. maja i to na sedmom mjestu. U Kanadi je prvi put prikazan 26. januara 2007. na televiziji Mačmjuzik (енгл. MuchMusic) u sklopu top 30 liste zauzevši 22. mjesto. Na vrhu liste se našla 27. aprila i bila je u konkurenciji ukupno sedam nedelja. Spot je bio komercijalno uspješan i postao je najbrže prodavan pop spot na Aj-tjunsu. Spot je preuzet 50,000 puta za četiri dana. Timberlejk je bio prvi veliki izvođač koji je objavio spot na takvoj platformi.
U septembru 2007, spot je osvojio MTV video muzičku nagradu za najbolju režiju. Bio je nominovan i za spot godine ali je izgubio od Rijane i spota pjesme „“.

## Izvođenja uživo
Timberlejk je izveo pjesmu u emisiji Uživo subotom uveče. Pjevač je dva puta nastupao na 49. dodjeli Gremi nagrada, prvo za klavirom izvodeći „What Goes Around... Comes Around“ a kasnije „My Love“ i „Ain't No Sunshine“ od Bila Vitersa. Izvođena je na svim kasnijim Timberlejkovim turnejema.

## Prerade
Merilin Menson i Tim Skold su se pojavili u programu britanske radio stanice Radio Bi-Bi-Si 1 u sklopu emisije Lajv Laundž (енгл. Live Lounge) radi promocije albuma benda Merilin Menson „Eat Me, Drink Me“ 23. maja 2007. Izveli su akustičnu verziju pjesme „Heart-Shaped Glasses (When the Heart Guides the Hand)“ a zatim i akustičnu obradu „What Goes Around... Comes Around“. Mensonova obrada ne uključuje interlid. Holandska pjevačica Esme Denters je objavila svoju verziju pjesme na Jutjubu 28. maja 2007. U toj verziji Džastin Timberlejk je za klavirom i pjeva prateće vokale. Na kraju snimka kaže: „Ona bolje pjeva moju pjesmu od mene.“ Timberlejk je kasnije producirao Esmin debitantski album „Outta Here“. Francuska pjevačica Mirijam Abel, pobjednica treće sezone francuskog Idola, snimila je nekomercijalnu obradu pjesme sa elementima rai muzike koja je dostupna na njenom zvaničnom Majspejs kanalu. Akapela grupa Overbord je snimila svoju verziju pjesme za svoj album iz 2007, „Stranded“. Američki post-hardkor bend Alejsena snimio je obradu pjesme za kompilaciju pjesama „Punk Goes Pop 2“ objavljenu 10. marta 2009. Tejlor Svift je izvodila kombinaciju njene pjesme „You're Not Sorry“ i „What Goes Around... Comes Around“ tokom turneje Fearless Tour“ (2009-10). Beni Dejvis, iz australijske mjuzikl komičarske grupe Aksiz of osom (енгл. The Axis of Awesome), upotrijebio je elemente pjesme na svojoj numeri „Another Four Chords“ sa albuma „The Human Jukebox EP“ objavljenog 2013.

## Sadržaj
| - Njemački kompakt disk 1. -{„What Goes Around... Comes Around" (Radio Edit) — 5:09 2. „What Goes Around... Comes Around" (Sebastien Leger Remix – Radio Edit) — 4:14}- - Australijski i njemački kompakt disk maksi singl 1. -{„What Goes Around... Comes Around" (Radio Edit) — 5:09 2. „Boutique in Heaven" — 4:11 3. „What Goes Around... Comes Around" (Mysto & Pizzi Mix) — 7:43 4. „What Goes Around... Comes Around" (Junkie XL Small Room Mix) — 4:54}- - Britanski kompakt disk maksi singl 1. -{„What Goes Around... Comes Around" (Radio Edit) — 5:09 2. „Boutique in Heaven" — 4:13 3. „What Goes Around... Comes Around" (Wookie Mix) [Radio Edit] — 3:55 4. „What Goes Around... Comes Around" (Sebastien Leger Mix) [Radio Edit] — 4:14 5. „What Goes Around... Comes Around" (Junkie XL Small Room Mix) — 4:54}- | - Digitalno preuzimanje (radijski singl) - Digitalno preuzimanje (remiksi) 1. -{„What Goes Around... Comes Around" (Paul van Dyk Club Mix) — 8:49 2. „What Goes Around... Comes Around" (Junkie XL Big Room Extended Mix) — 9:48 3. „What Goes Around... Comes Around" (Quentin Harris Mix) — 10:30 4. „What Goes Around... Comes Around" (Mysto & Pizzi Main Mix) — 7:44 5. „What Goes Around... Comes Around" (Junkie XL Small Room Mix) — 4:56}- - Britanski 12" vinil 1. -{„What Goes Around... Comes Around" (Wookie Mix) 2. „Boutique in Heaven" (UK Bonus Non LP Cut) 3. „What Goes Around... Comes Around" (Sebastien Leger Mix) 4. „What Goes Around... Comes Around" (Radio Edit)}- |

## Osoblje
Spisak osoblja je preuzet iz zvanične knjižice albuma:
| - Dejvis Barnet – viola - Džef Čestek – snimatelj žičanih instrumenata - Dženi Di Lorenco – čelo - Džimi Daglas – mikser, snimatelj - Leri Gold – kondukter, aranžer žičanih instrumenata - Nataniel Hils – udaraljke, klavijature, producent, tekstopisac - Glorija Džastin – violina | - Ema Kumrov – violin - Timoti Mouzli – udaraljke, klavijature, mikser, producent, snimatelj, tekstopisac - Čarls Parker Junior – violina - Džon Stal – asistent, snimatelj žičanih instrumenata - Igor Svec – violina - Džastin Timberlejk – producent, tekstopisac |

## Top-liste
| Zemlja (2007)        | Pozicija |
| -------------------- | -------- |
| Australija           | 3        |
| Austrija             | 5        |
| Belgija (Flandrija)  | 8        |
| Belgija (Valonija)   | 17       |
| Francuska            | 5        |
| Njemačka             | 5        |
| Mađarska             | 5        |
| Italija              | 11       |
| Holandija (top 40)   | 6        |
| Holandija (top 100)  | 13       |
| Novi Zeland          | 25       |
| Švedska              | 3        |
| Švajcarska           | 5        |
| UK                   | 4        |
| SAD: Bilbord hot 100 | 1        |

| Zemlja (2007)        | Pozicija |
| -------------------- | -------- |
| Australija           | 31       |
| Austrija             | 33       |
| Belgija (Flandrija)  | 47       |
| Belgija (Valonija)   | 73       |
| Francuska            | 56       |
| Njemačka             | 34       |
| Mađarska             | 48       |
| Italija              | 36       |
| Holandija (top 40)   | 38       |
| Holandija (top 100)  | 47       |
| Novi Zeland          | 25       |
| Švedska              | 70       |
| Švajcarska           | 17       |
| UK                   | 28       |
| SAD: Bilbord hot 100 | 22       |

## Sertifikacije
| Zemlja                 | Tiraž                                  | Prodaja   |
| ---------------------- | -------------------------------------- | --------- |
| Australija             | 2 x Platinasti                         | 140,000   |
| Kanada                 | Platinasti                             | 80,000    |
| Novi Zeland            | Platinasti                             | 10,000    |
| Ujedinjeno Kraljevstvo | Srebrni                                | 200,000   |
| Sjedinjene Države      | Platinasti i zlatni (mobilna melodija) | 2,875,000 |
| Ukupno                 |                                        | 3,305,000 |

## Hronologija objava
| Zemlja                 | Datum              | Format                          | Izdavačka kuća | Ref.   |
| ---------------------- | ------------------ | ------------------------------- | -------------- | ------ |
| SAD                    | 19. decembar 2006. | Digitalno preuzimanje           | Džajv          | [ 77 ] |
| Francuska              | 2. januar 2007.    | Digitalno preuzimanje           | Soni           | [ 78 ] |
| SAD                    | 8. januar 2007.    | Radijski hit singl              | Džajv          | [ 79 ] |
| SAD                    | 8. januar 2007.    | Radijski top 40 singl           | Džajv          | [ 79 ] |
| SAD                    | 27. februar 2007.  | Digitalno preuzimanje (remiksi) | Džajv          | [ 80 ] |
| Ujedinjeno Kraljevstvo | 5. mart 2007.      | Kompakt disk                    | RCA            | [ 81 ] |
| Njemačka               | 7. mart 2007.      | Kompakt disk                    | Soni           | [ 82 ] |
| Francuska              | 12. mart 2007      | Digitalno preuzimanje           | Soni           | [ 83 ] |

## Spoljašnje veze
- Zvanični muzički spot na veb-stranici „Vevo“ на веб-сајту
- Текст песме на сајту MetroLyrics (језик: енглески)